# Wiesława Torzecka
Wiesława Torzecka (ur. 8 maja 1926 w Łodzi, zm. 26 sierpnia 2018) – polska specjalistka chorób wewnętrznych i medycyny nuklearnej, prof. dr hab.

## Życiorys
Studiowała na Wydziale Lekarskim Akademii Medycznej w Łodzi, a po czym zatrudniła się w I Klinice Chorób Wewnętrznych. W 1966 otrzymała habilitację, a od 1970 pełniła funkcję kierownika Kliniki Diabetologicznej. W 1989 została profesorem nadzwyczajnym. Była założycielką czasopisma Diabetologia Polska.
Zmarła 26 sierpnia 2018.

## Odznaczenia
- Złoty Krzyż Zasługi[1]
- Krzyż Kawalerski Orderu Odrodzenia Polski[1]